# Музей Литви просто неба
Музей Литви просто неба (лит. Lietuvos liaudies buities muziejus) — один з найбільших (195 га) етнографічних музеїв просто неба (скансенів) в Європі. Розташований в 24 км на схід від колишньої литовської столиці Каунаса. Заснований в 1966 році в Румшишкесі, відкритий в 1974 році. Має площу 195 гектарів, 183 переданих будівлі та 86 000 експонатів.

## Експозиції та події
Через територію музею веде 7-кілометровий круговий маршрут. Експозиції представляють окремі села, ферми, технічні будівлі, як-от млини, олієві млини, кузні, тощо. Експонати датуються кінцем XVIII — першою половиною XIX століття. У центрі музею — містечко з характерними будівлями зі всієї Литви. Тут Ви можете побачити всі елементи містечка: викладену бруківкою ринкову площу, церква, корчму, розташовані навколо площі будинку торговців і майстернями гончарів, ткацьких і ювелірних виробів, де також виготовляються прикраси з бурштину і деревини.
У музеї представлені етнографічні регіони Литви кінця XVIII — першої половини XX століття:.
- Аукштота
- Жмудь
- Сувальщина
- Дзукія
- Мала Литва

Та окремі експозиції:
- Містечко
- Експозиція вигнання і опору нації

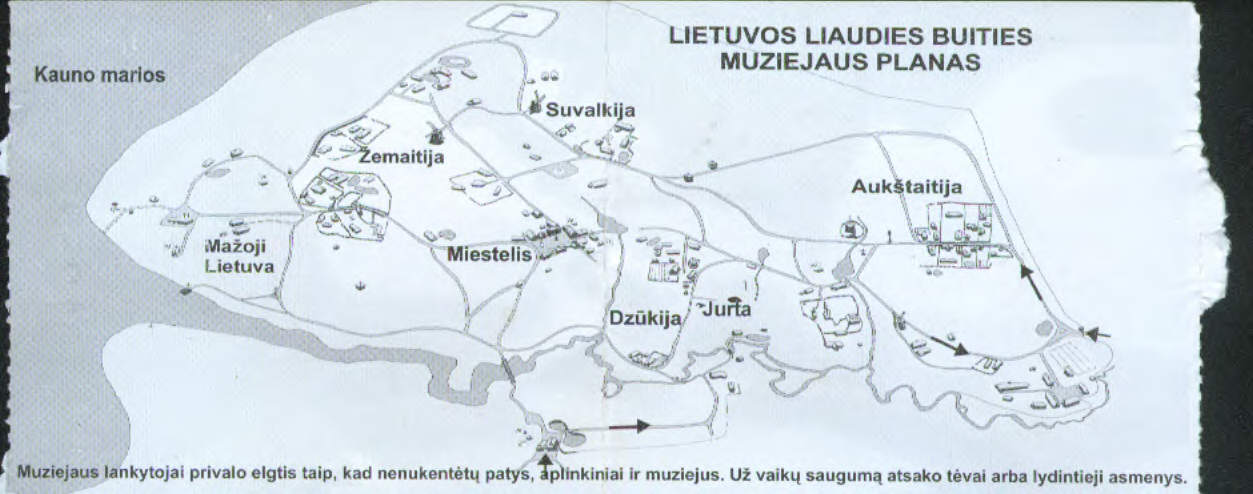
План музею

На північно-західній околиці музею (за селом з Аукштоти) розташований палац Аріставельского маєтку XVIII століття, що зберіг типовий вигляд боярської резиденції.
Хворобливі для Литви моменти відображає сектор посилання і опору, в якому експонується юрта (землянка), вагон для засланців, тайник (бункер) і меморіальні пам'ятники.
Музей організовує декілька спеціальних виставок та фольклорних фестивалів з танцями та музикою кожного музейного сезону. На початку серпня на території музею відбудеться міжнародний музичний фестиваль Granatos Live.

### Аукштота

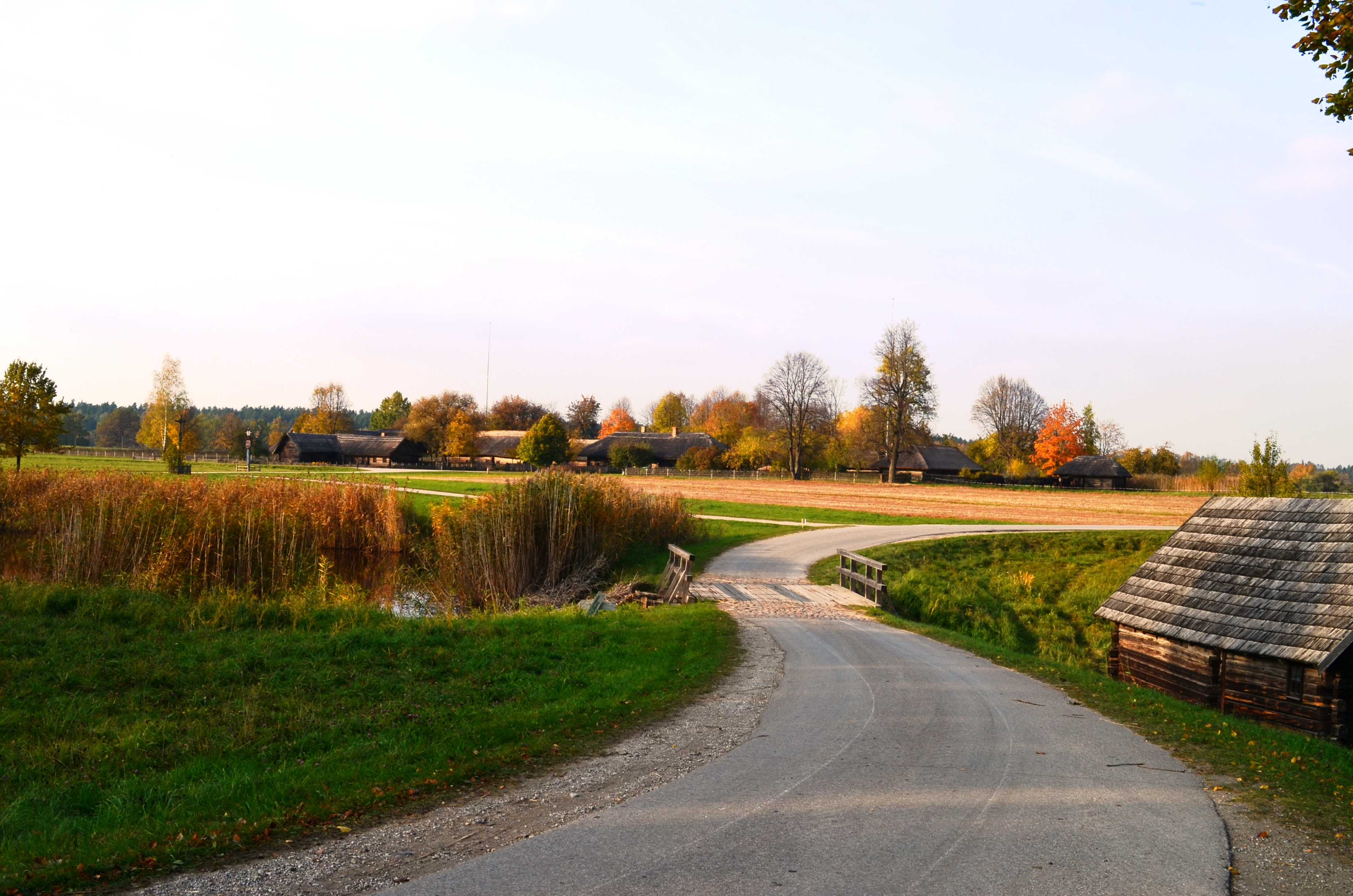
Село з Аукштоти
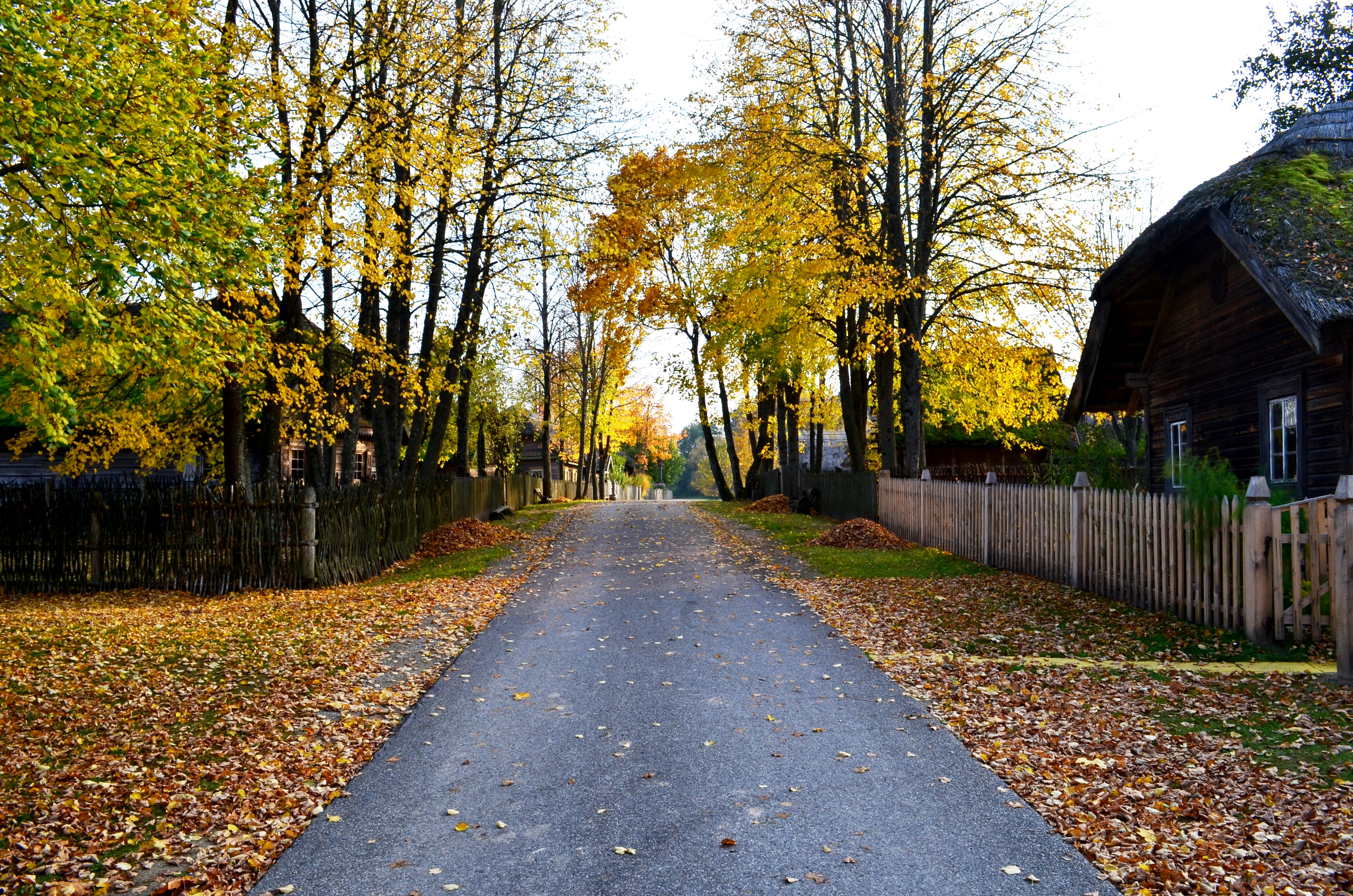
Село з Аукштоти
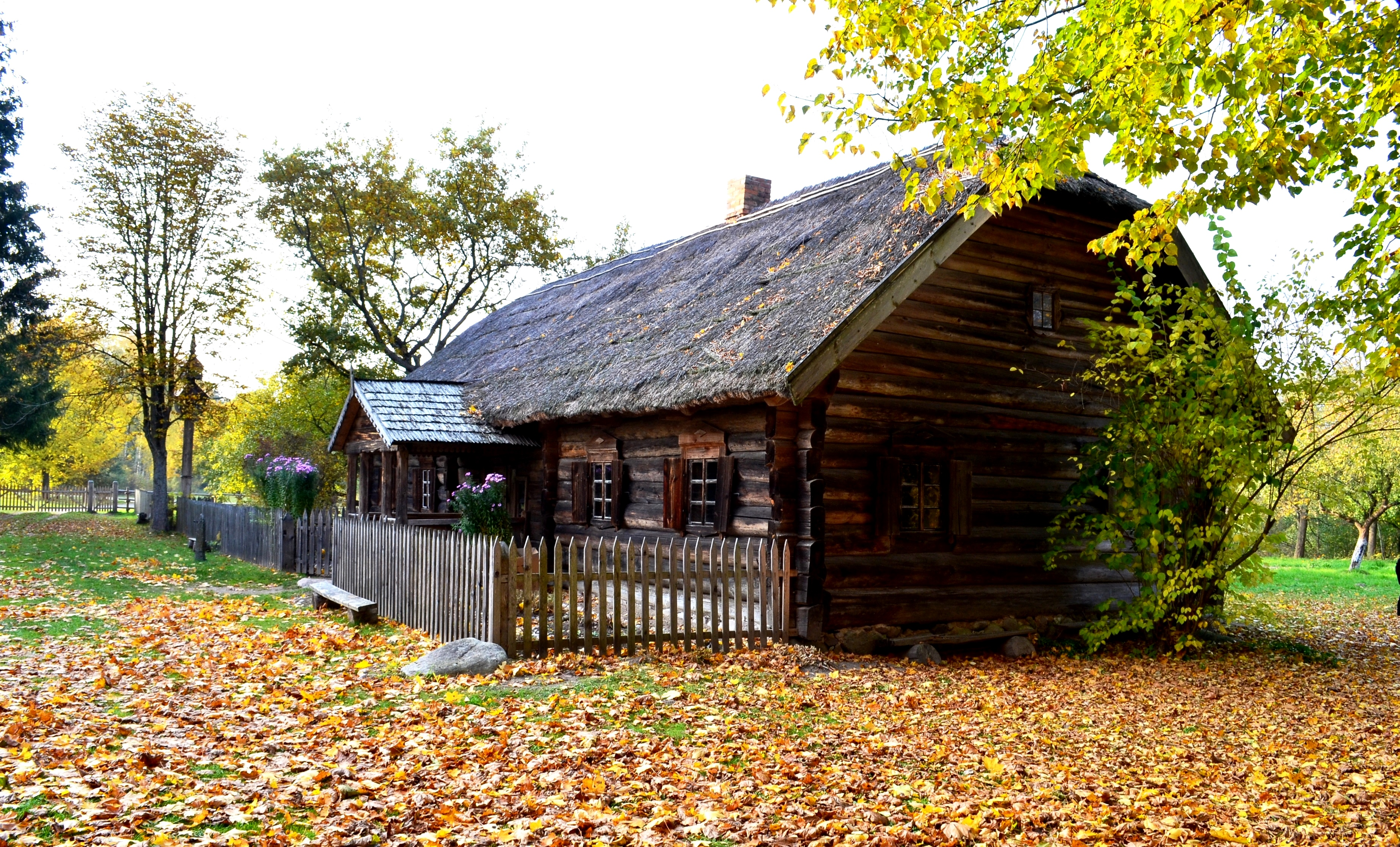
Гричя (тип житла з Аукштоти)

### Жмудь

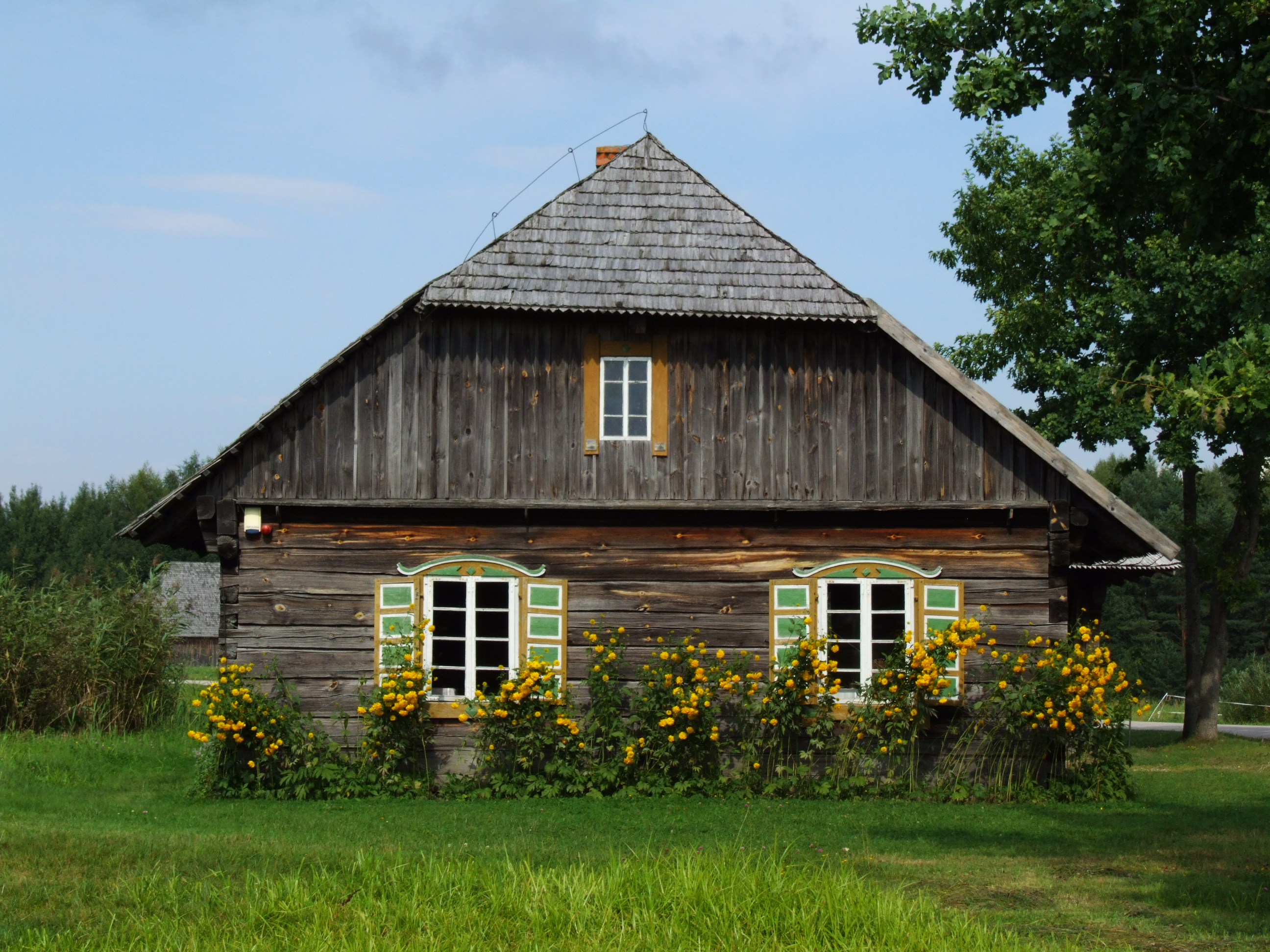
Будинок з Ерленая
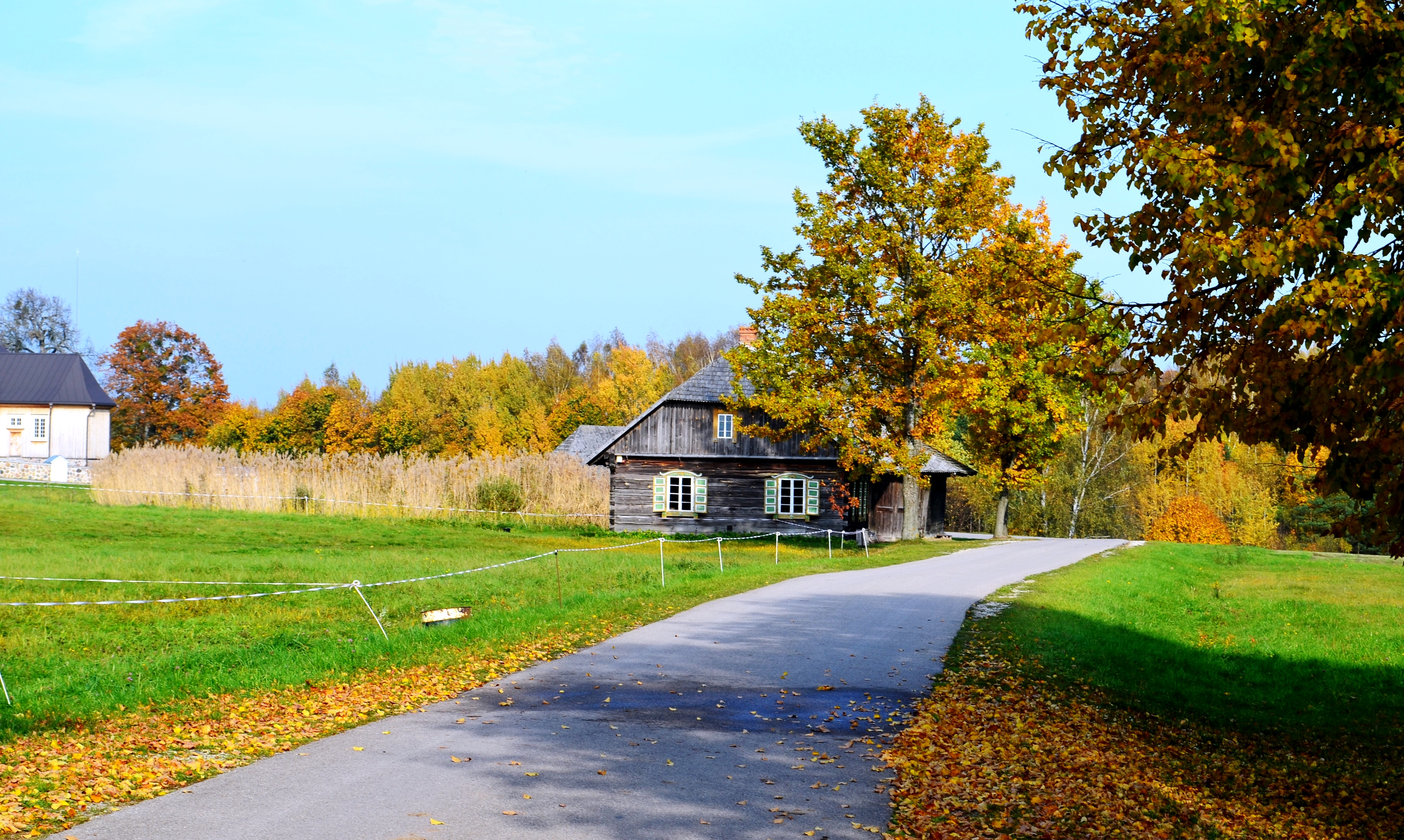
Корчма
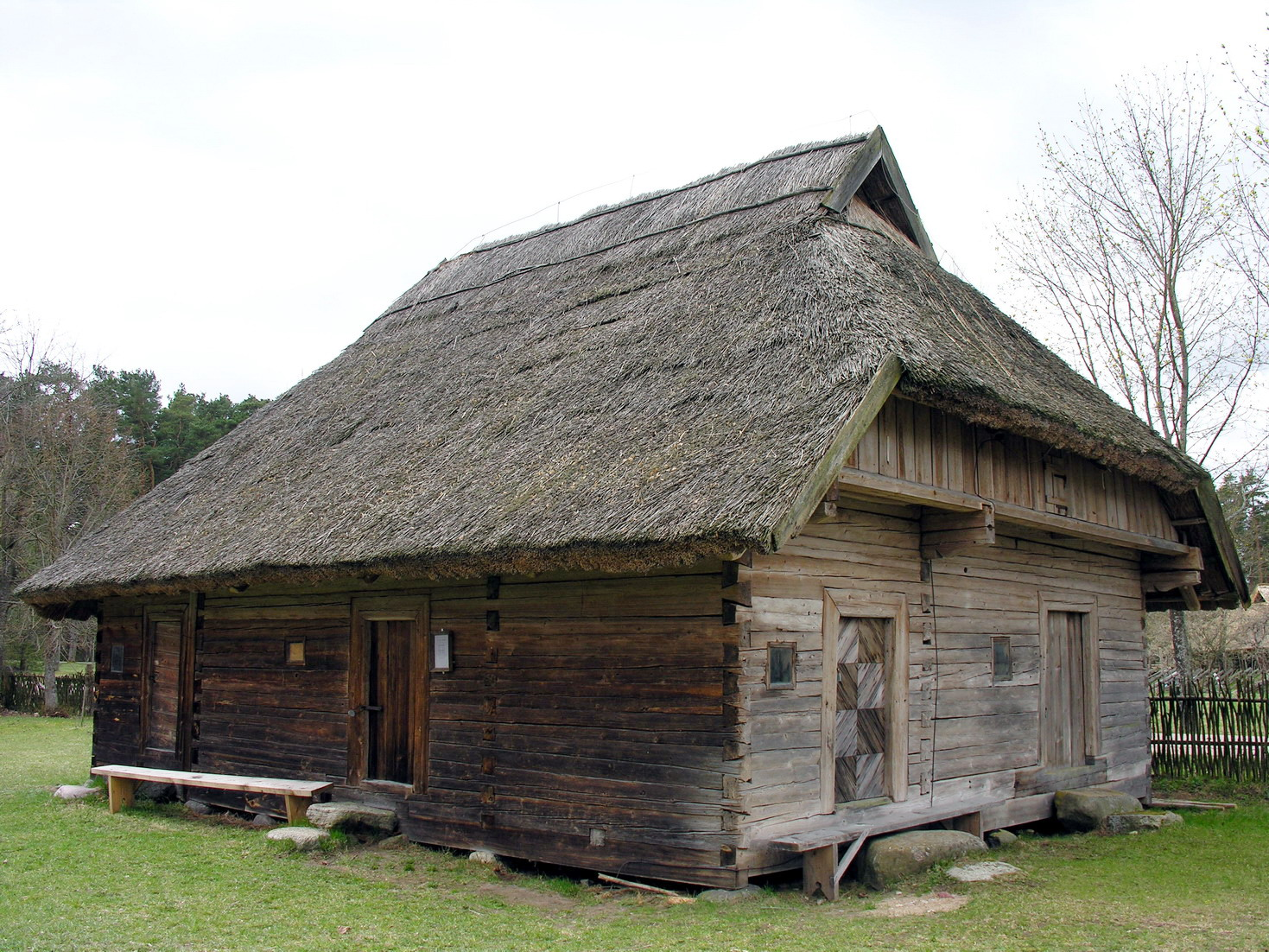
Сарай з Юдреная

### Сувальщина

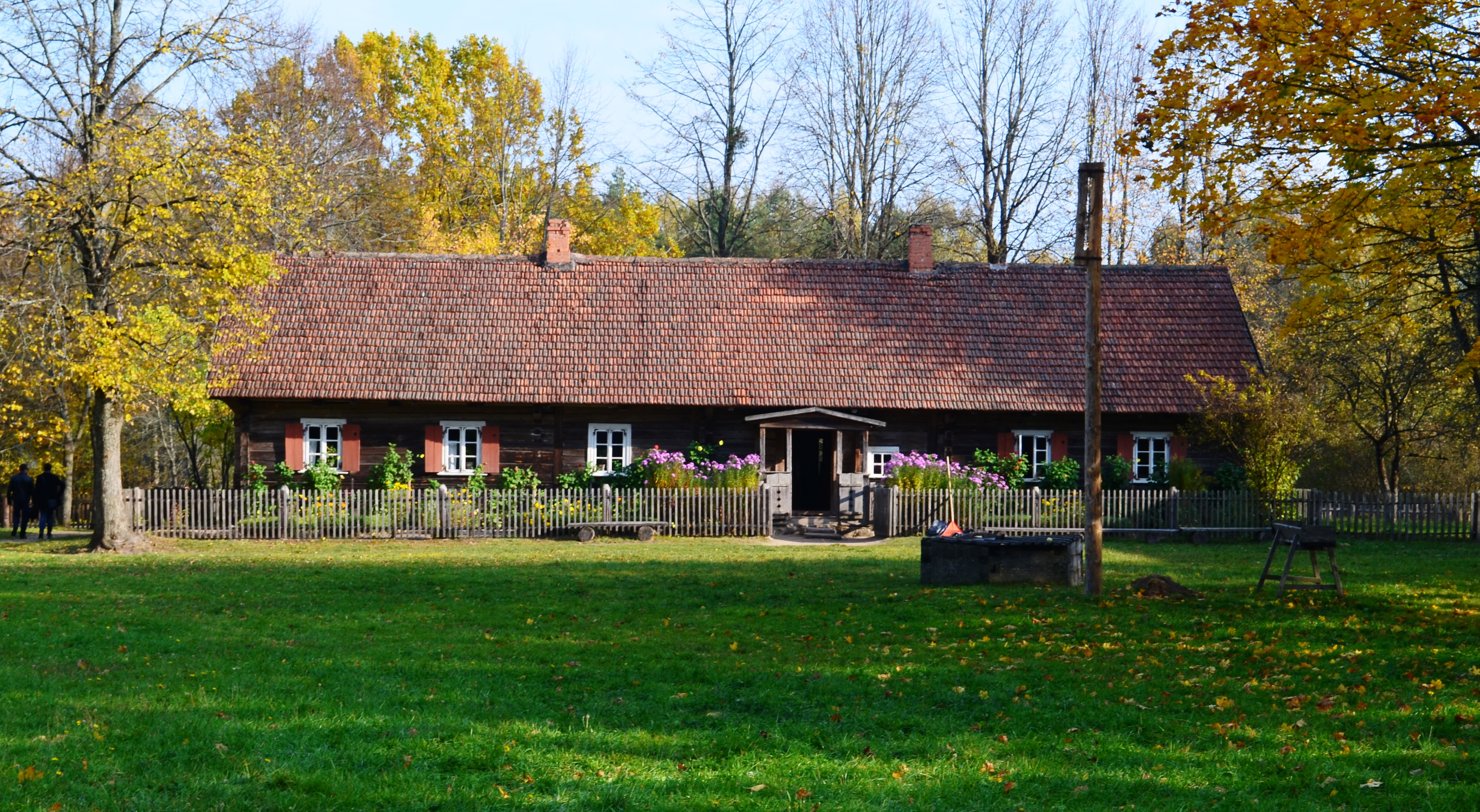
Стуба (вид житла Сувальщини) з Обеліне
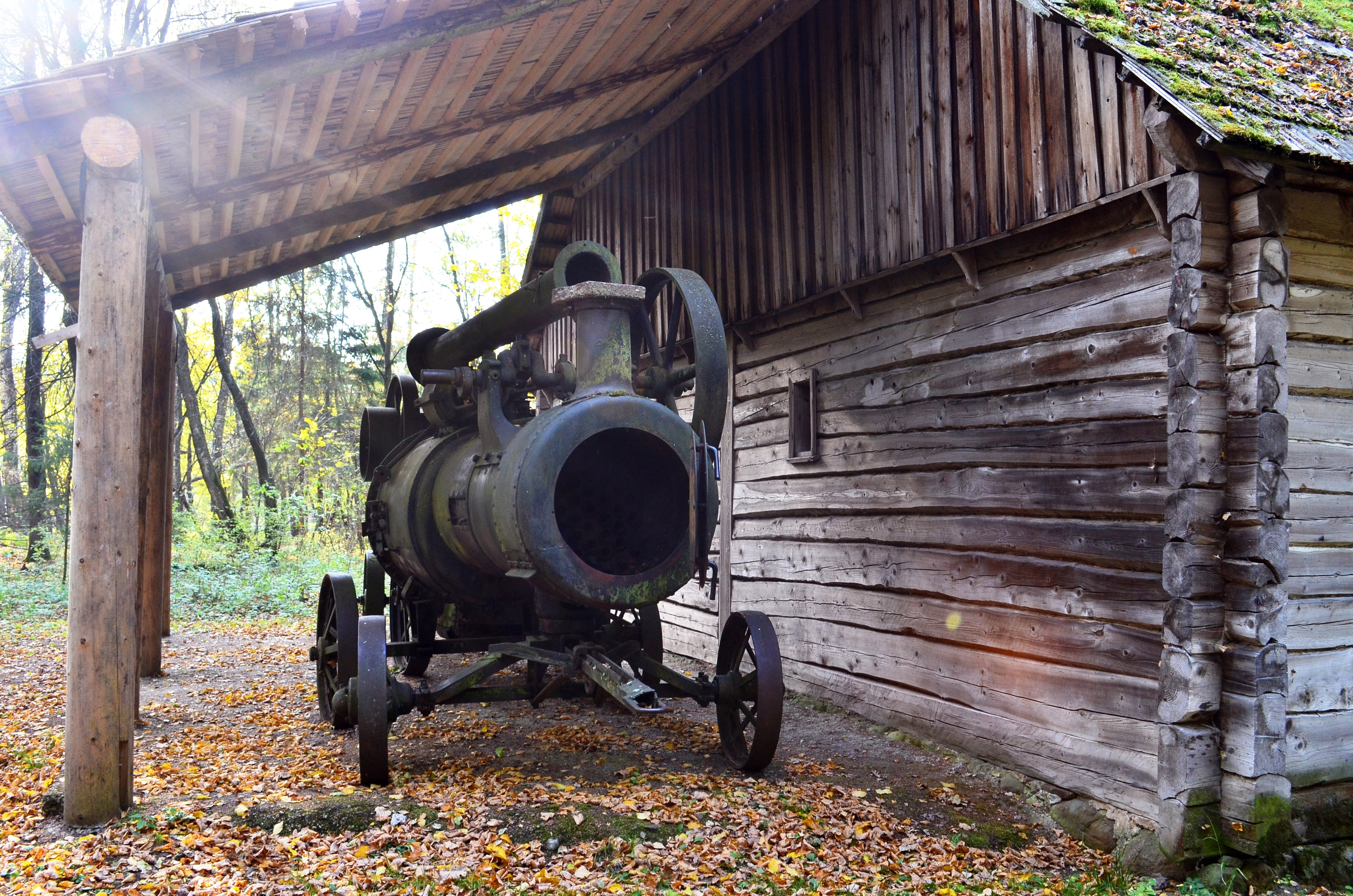
Олійня з Мажишки

### Дзукія

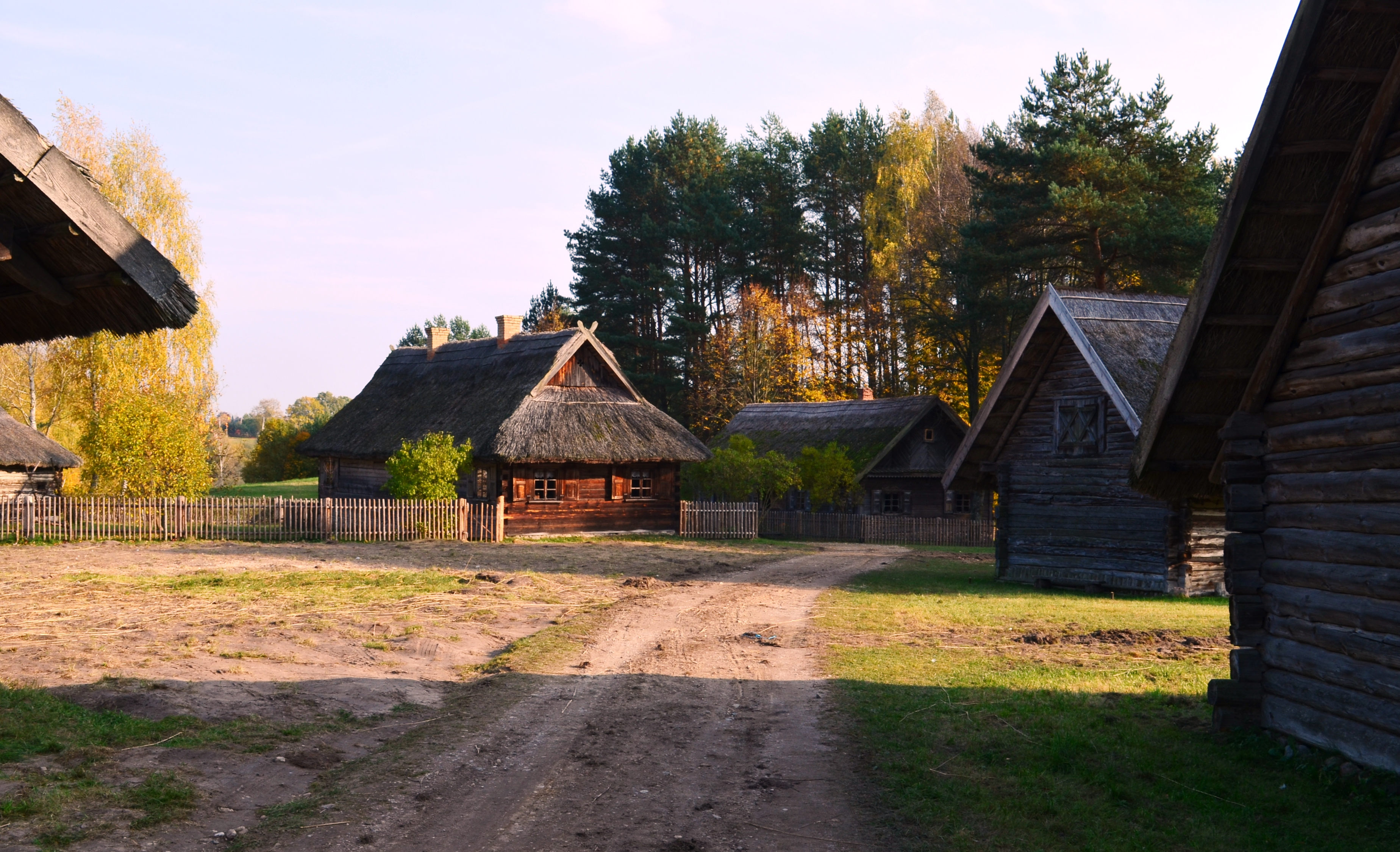
Садиба з Дзукії

### Містечко

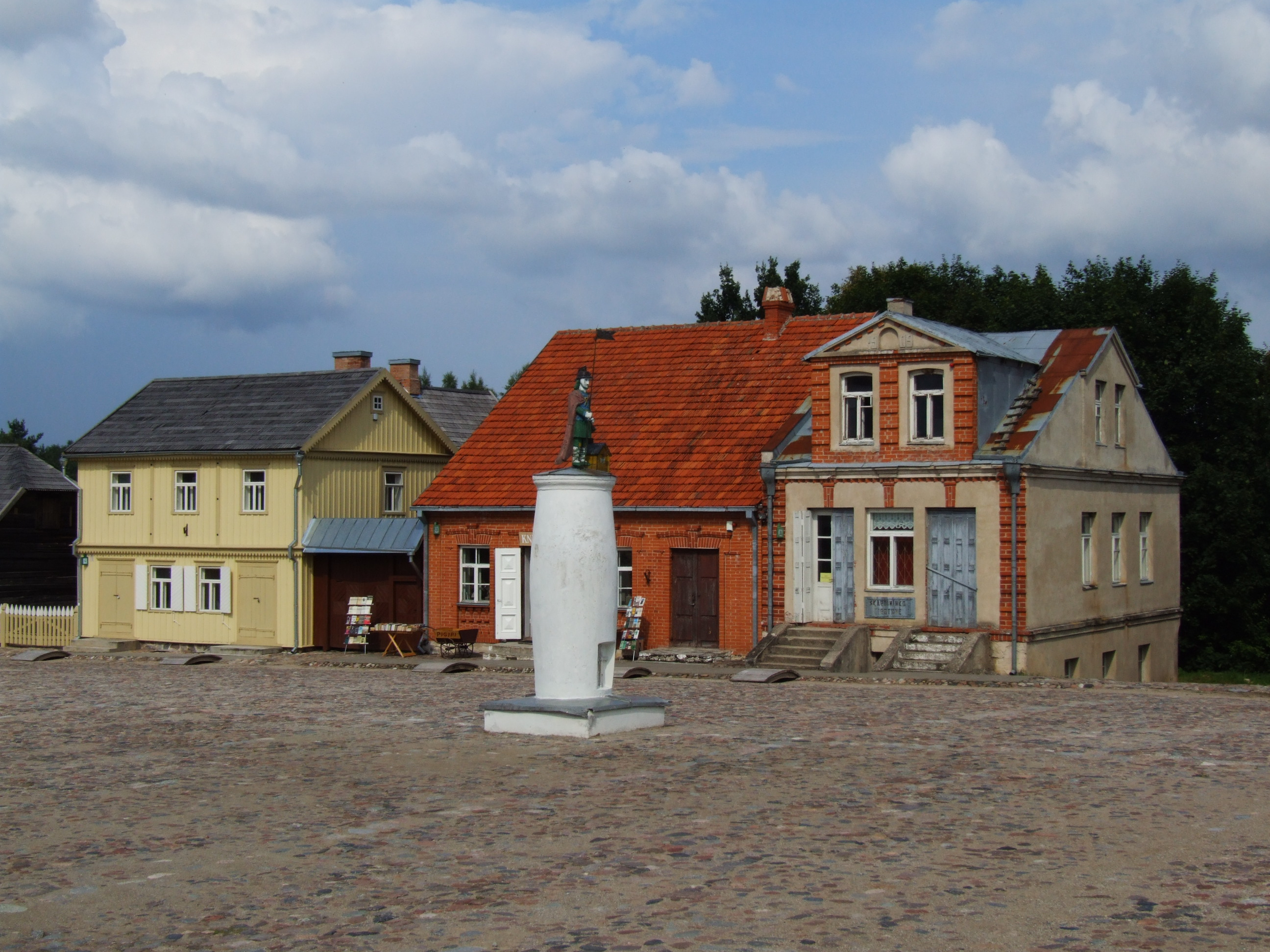
Пам'ятник св. Флоріану, далі — комерційний будинок з Тельшяя, ворота з Жверинаса і будинок з Гіркальніса
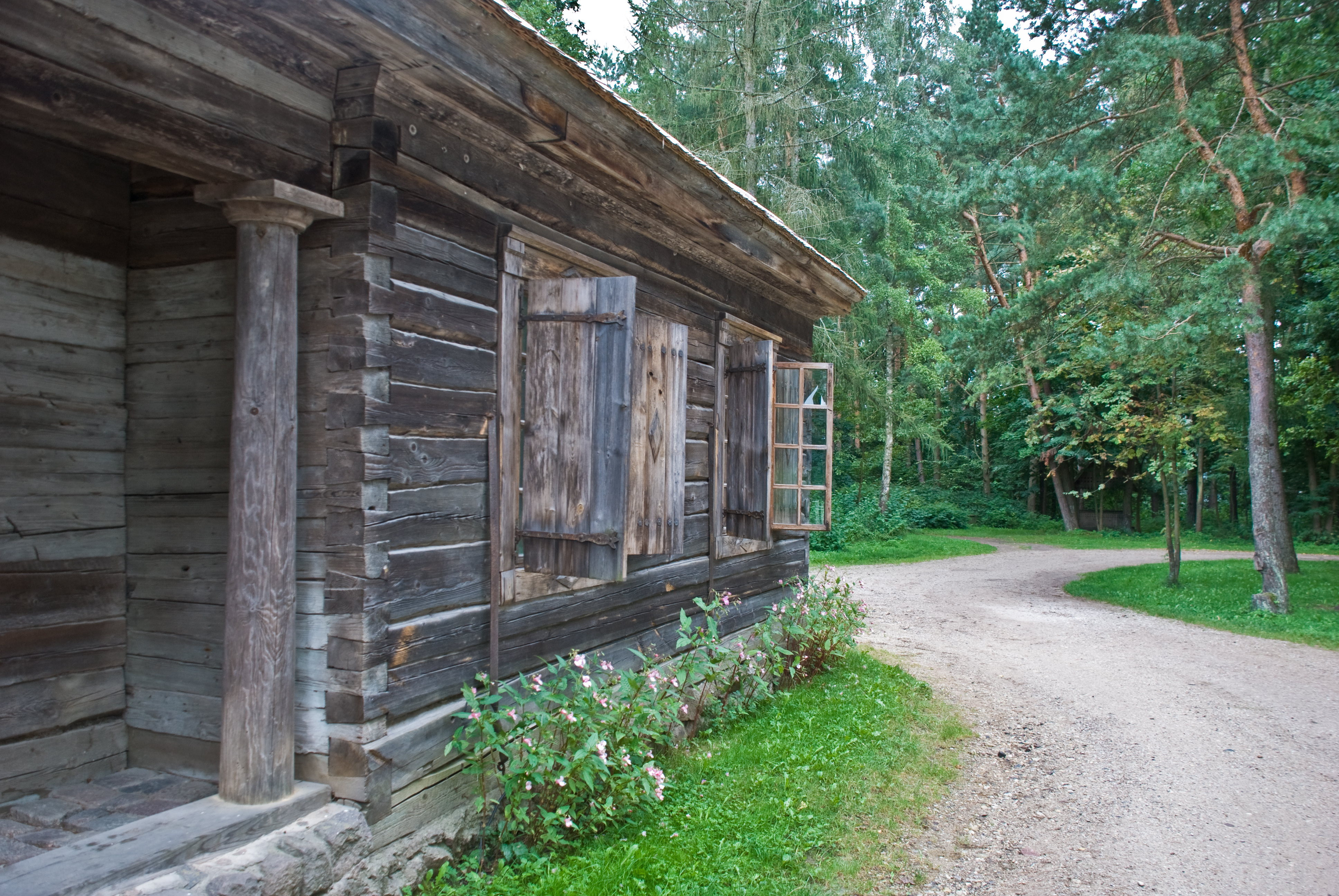
Школа
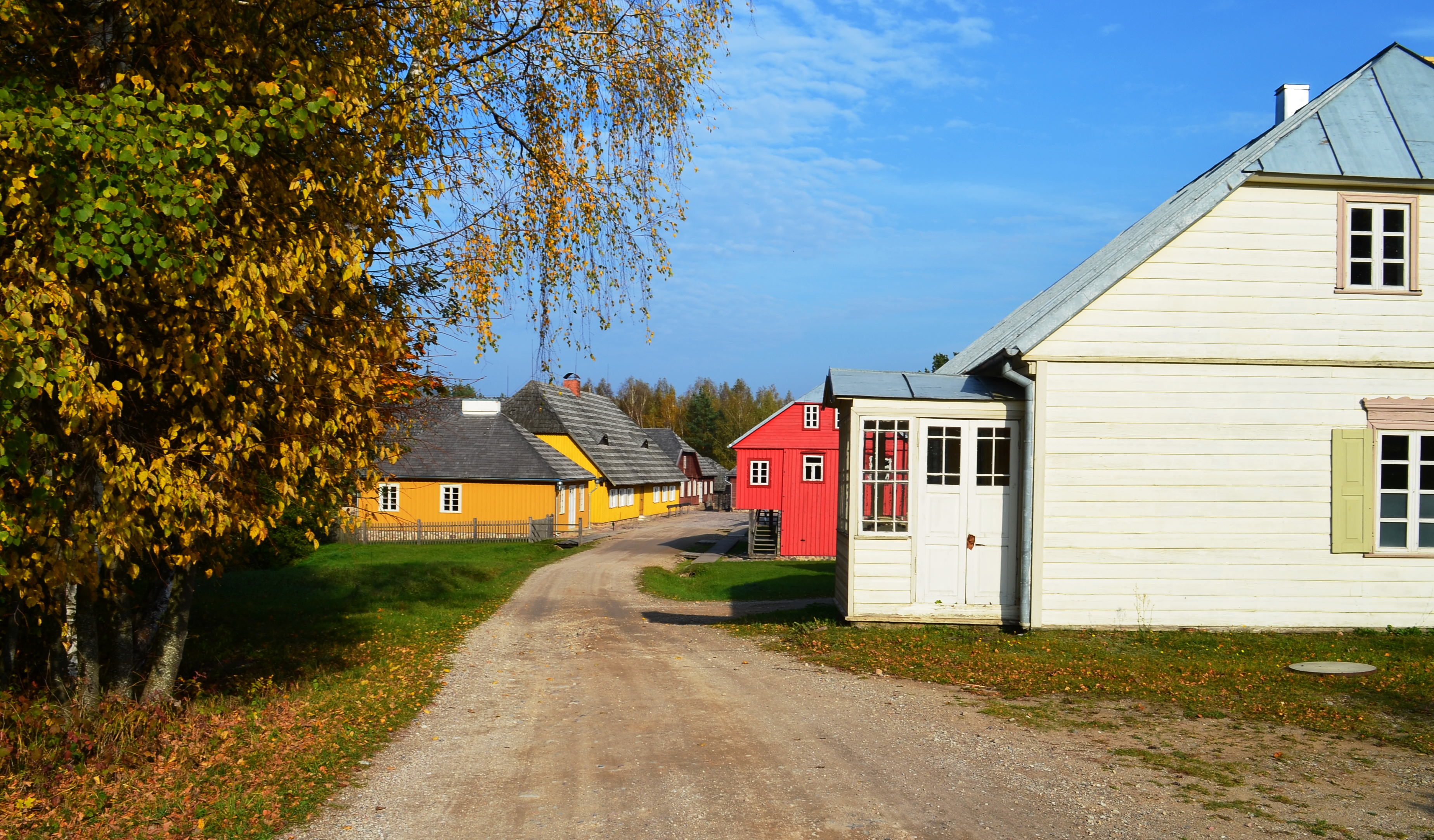
Будинки та корчма (жовта)

### Інше

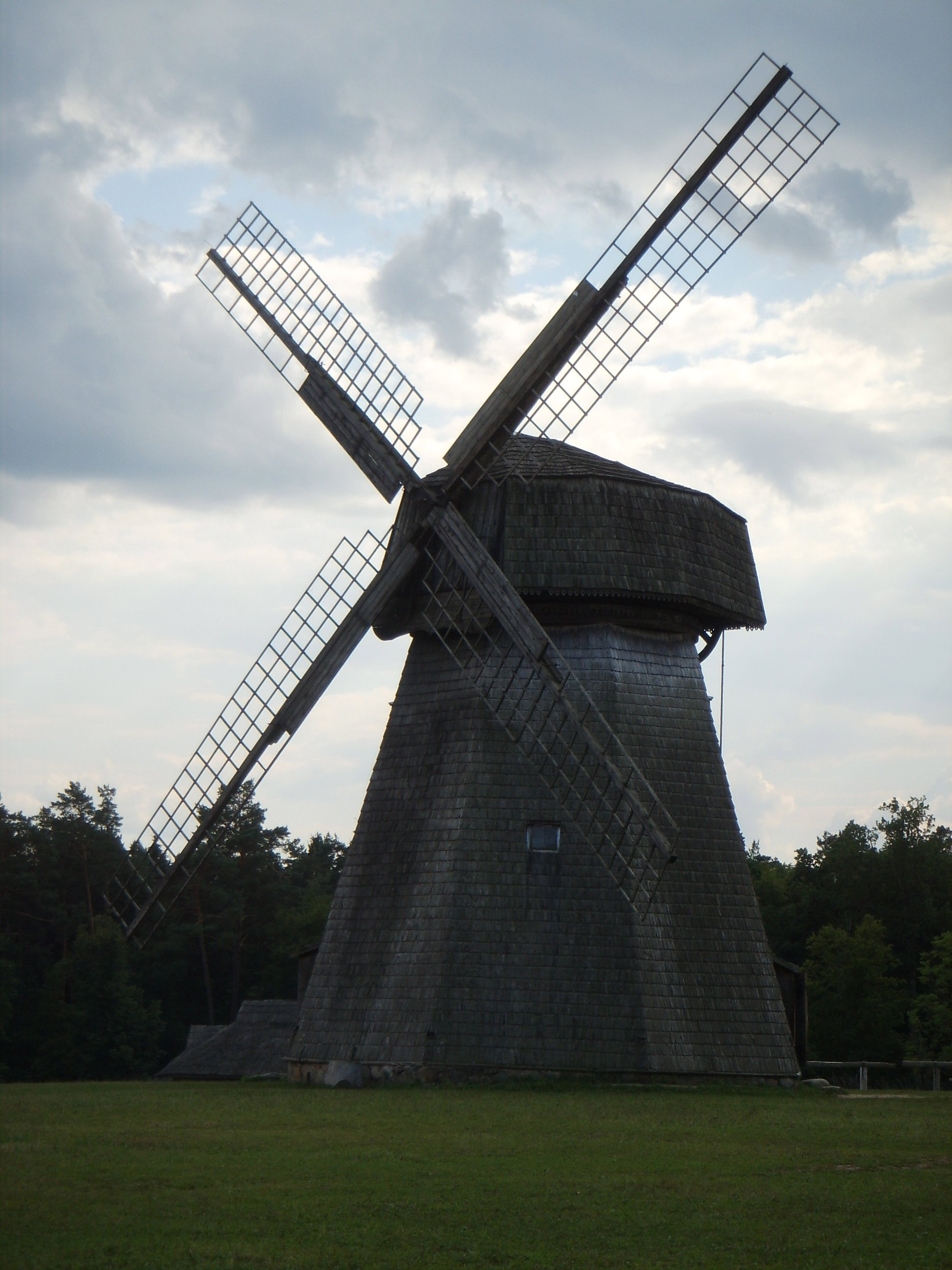
Млин
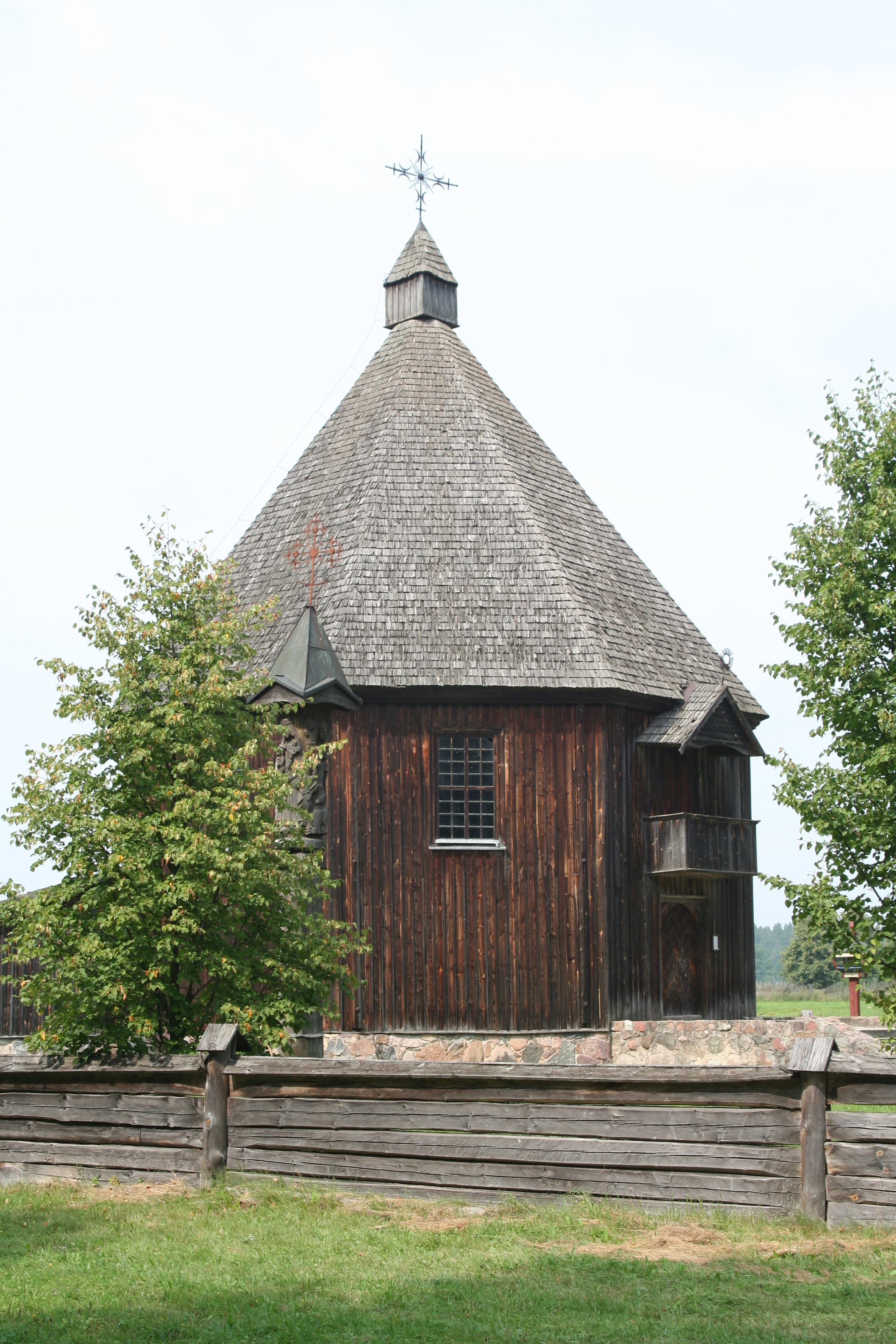
Каплиця
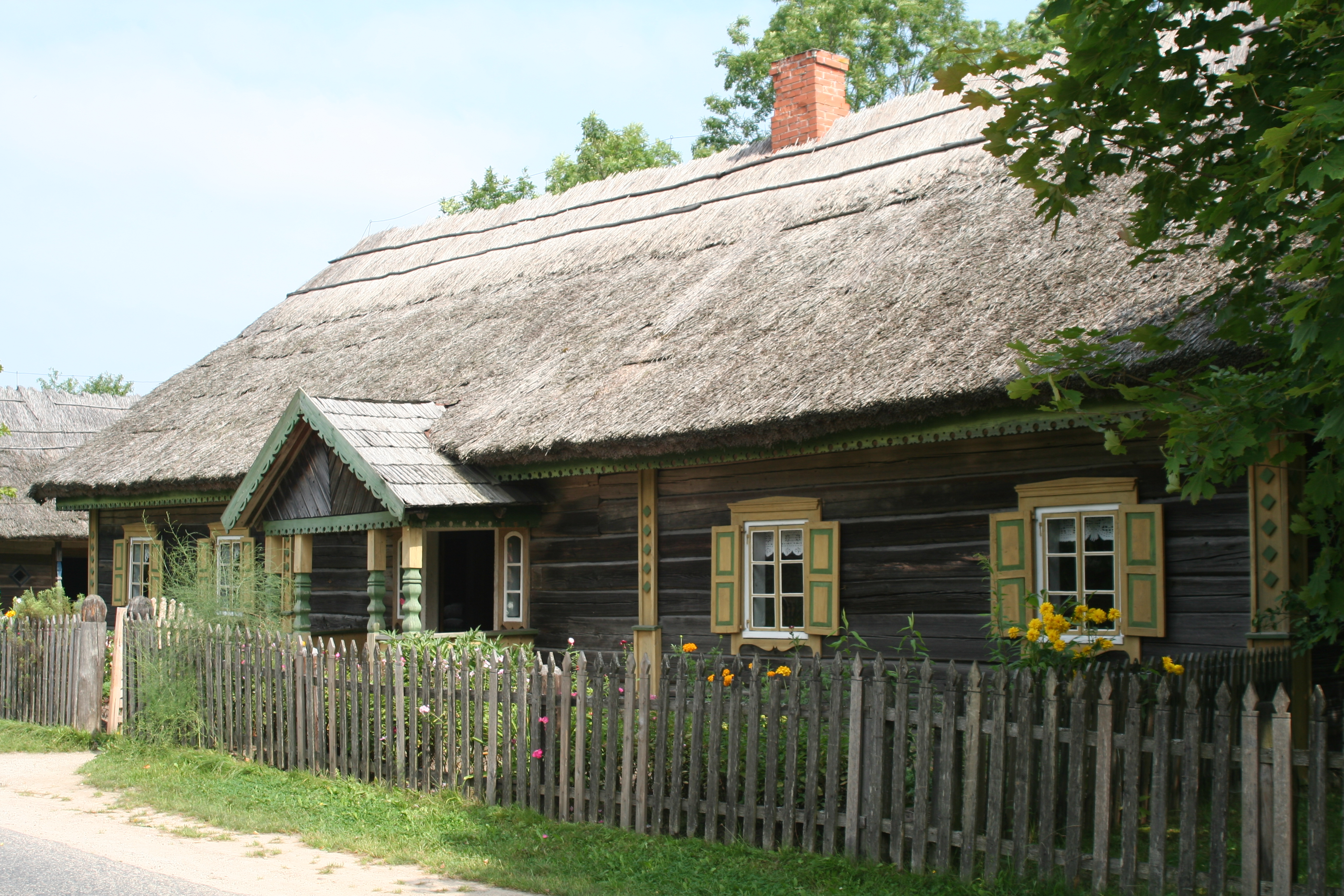
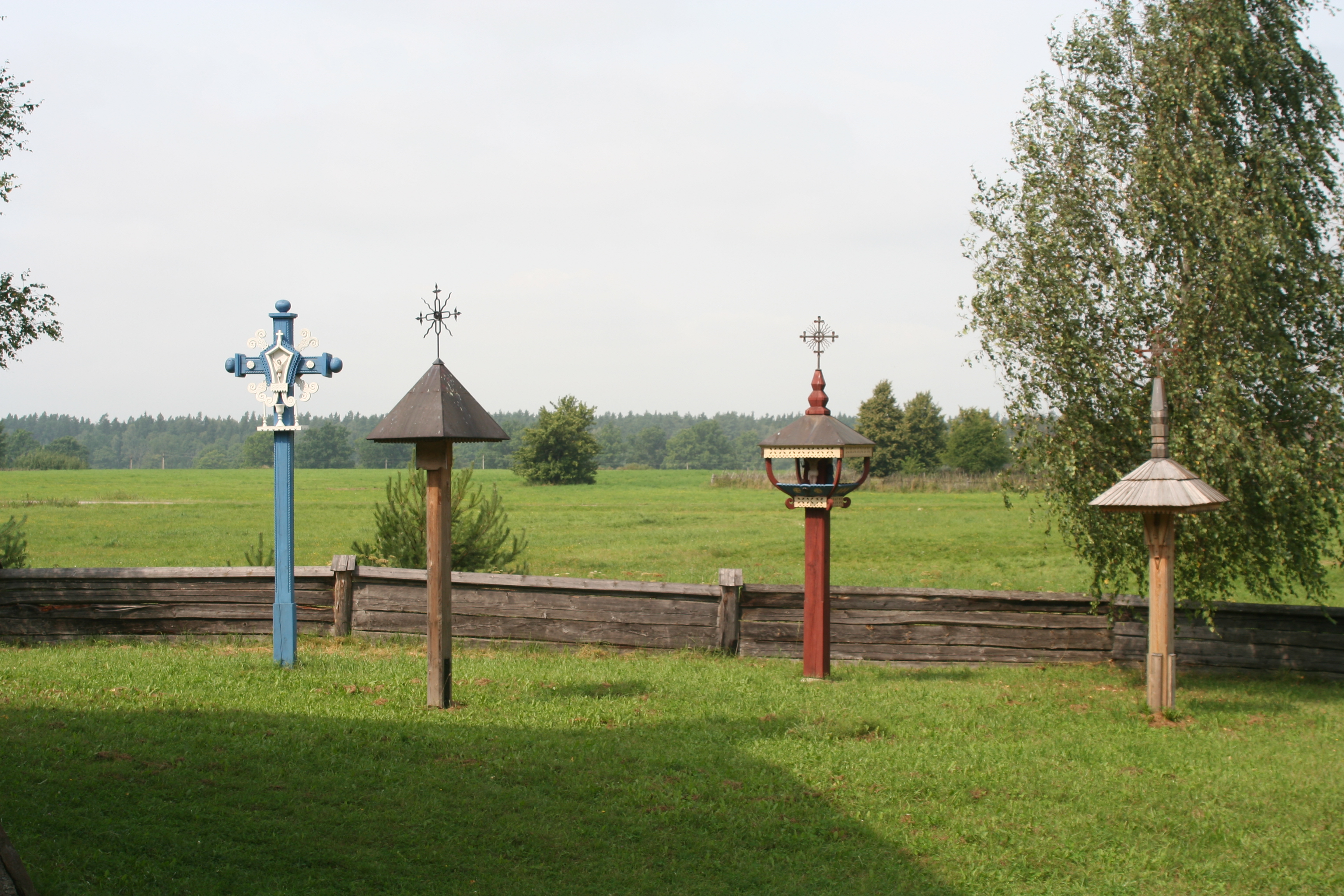
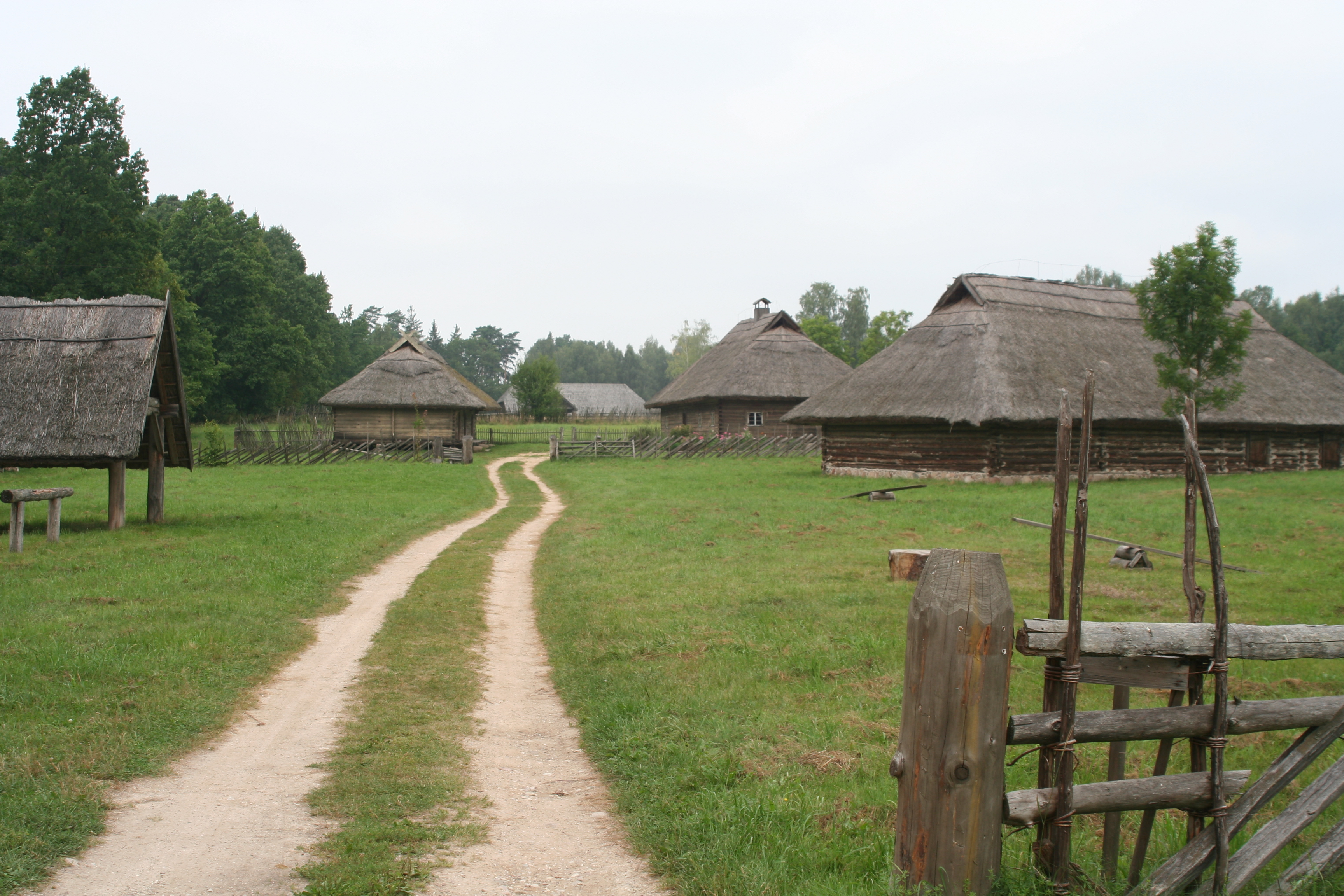
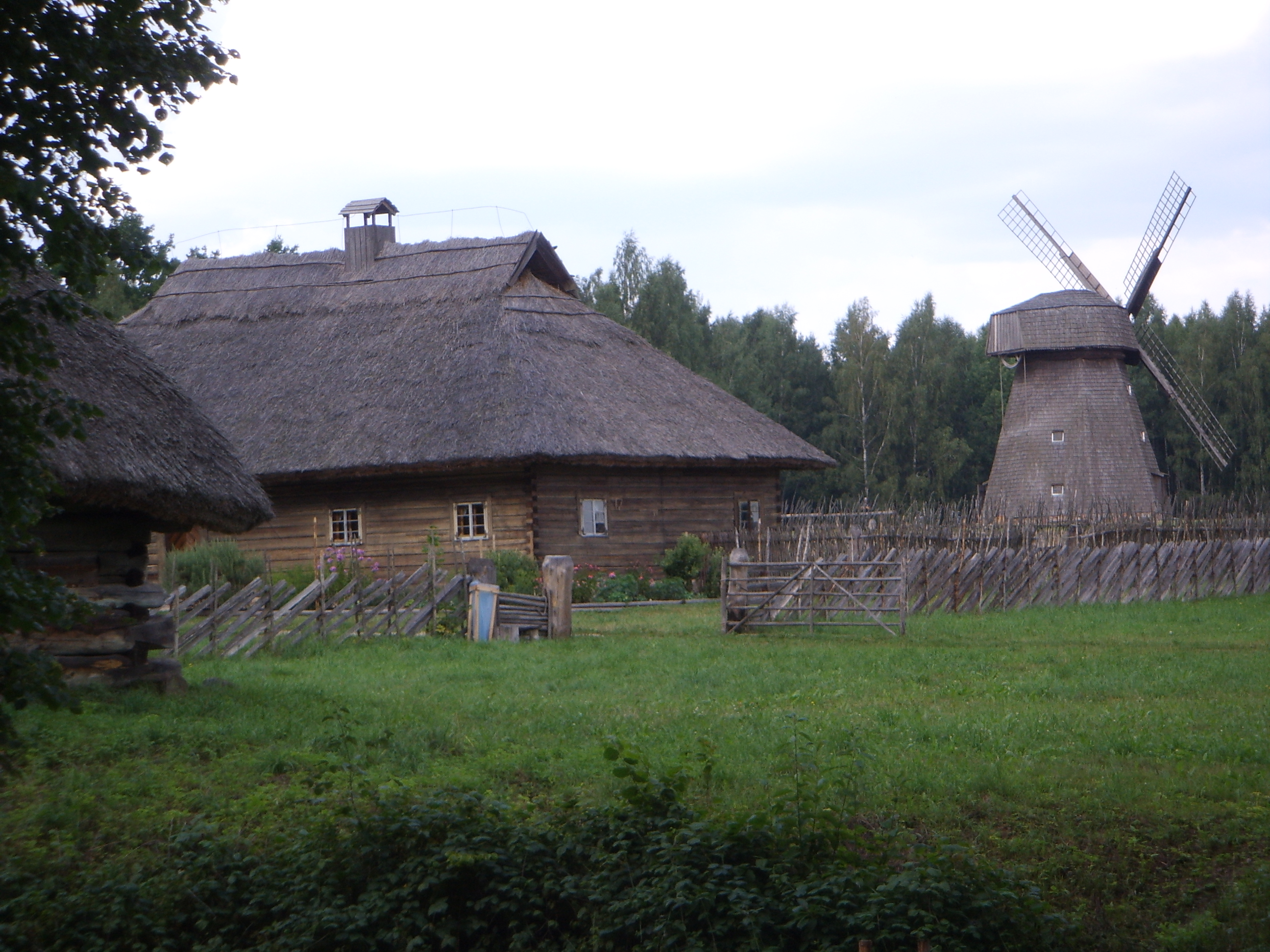
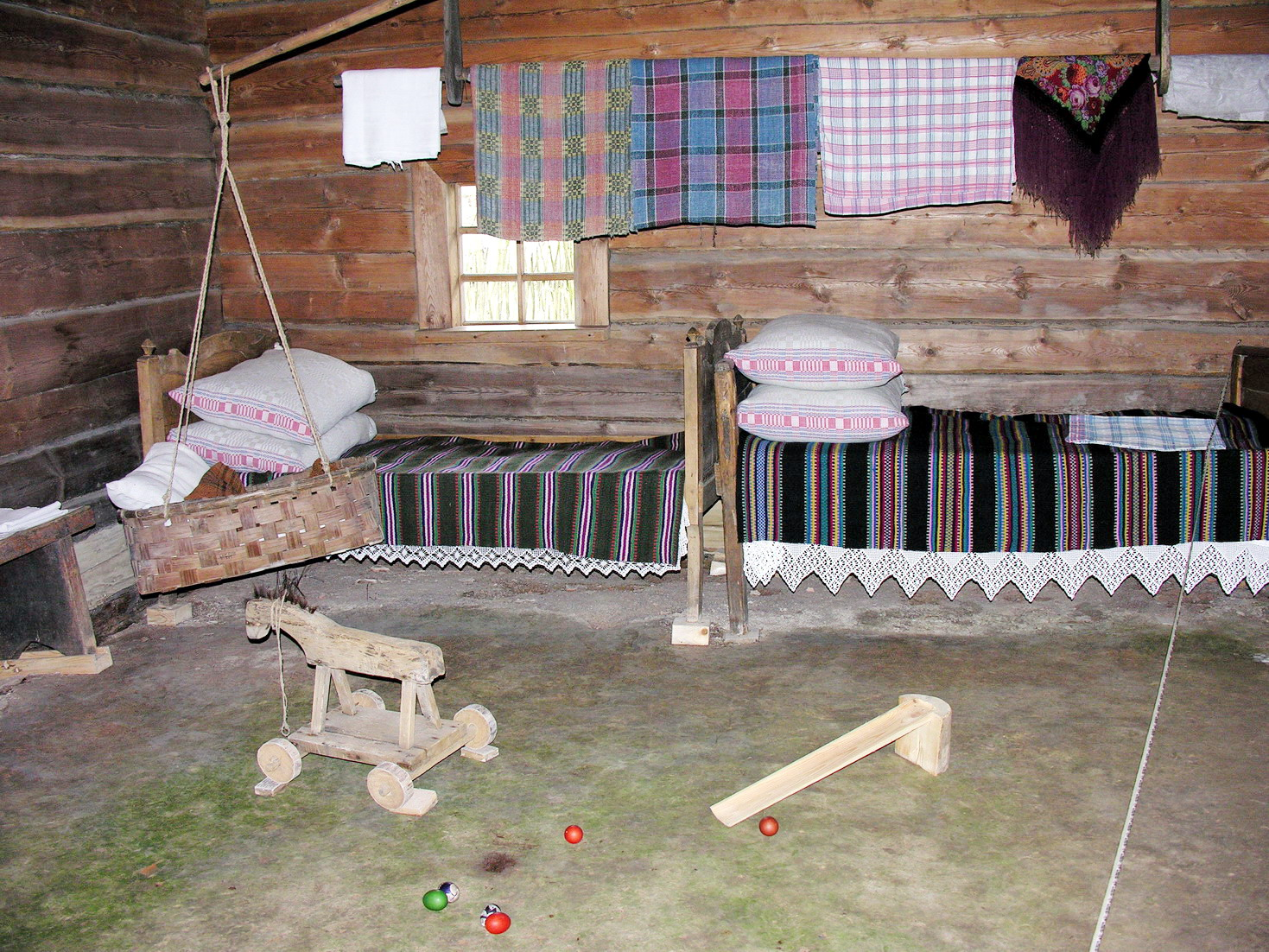

## Розташування
Музей розташований безпосередньо на березі Каунаського водосховища. До нього можна дістатися по автостраді Каунас-Вільнюс, залізнична зупинка розташована за 6 км від музею, причал на Каунаському водосховищі.